# Jasień (stacja kolejowa)
Jasień – stacja kolejowa w Jasieniu, w województwie lubuskim, w Polsce, otwarta w 1846 roku i zamknięta w 1997 roku.